# Rolf Paterson
Harry Rolf Paterson (* 29. Oktober 1941 in Salmon Arm; † 15. Oktober 2017) war ein kanadischer Badmintonspieler und -funktionär.

## Karriere
Rolf Paterson gewann seinen ersten Titel bei den Einzelmeisterschaften von Kanada 1964 im Herrendoppel. Ein Jahr später siegte er bei den nationalen Meisterschaften sowohl im Doppel als auch im Mixed. Fünf weitere Titel folgten bis 1974. Von 1998 an war er für mehrere Jahre Präsident des kanadischen Badmintonverbandes.

## Erfolge
| Saison | Veranstaltung                 | Disziplin    | Platz | Name                            |
| ------ | ----------------------------- | ------------ | ----- | ------------------------------- |
| 1964   | Kanada: Einzelmeisterschaften | Herrendoppel | 1     | Rolf Paterson / Edward Paterson |
| 1965   | Kanada: Einzelmeisterschaften | Herrendoppel | 1     | Rolf Paterson / Edward Paterson |
| 1965   | Kanada: Einzelmeisterschaften | Mixed        | 1     | Rolf Paterson / Mimi Nilsson    |
| 1966   | Kanada: Einzelmeisterschaften | Herrendoppel | 1     | Rolf Paterson / Edward Paterson |
| 1968   | Kanada: Einzelmeisterschaften | Mixed        | 1     | Rolf Paterson / Mimi Nilsson    |
| 1971   | Kanada: Einzelmeisterschaften | Mixed        | 1     | Rolf Paterson / Mimi Nilsson    |
| 1972   | Kanada: Einzelmeisterschaften | Herrendoppel | 1     | Rolf Paterson / Bruce Rollick   |
| 1974   | Kanada: Einzelmeisterschaften | Mixed        | 1     | Rolf Paterson / Mimi Nilsson    |
| 1986   | Kanada: Masters 40 plus       | Herrendoppel | 1     | Bruce Rollick / Rolf Paterson   |
| 1988   | Kanada: Masters 40 plus       | Mixed        | 1     | Rolf Paterson / Sue Truscott    |
| 1999   | Kanada: Masters 55 plus       | Herrendoppel | 1     | Rolf Paterson / Bruce Rollick   |